# NVIDIA
NVIDIA is een producent van computerhardware, voornamelijk op het gebied van kunstmatige intelligentie, videokaarten en chipsets voor moederborden voor AMD- en Intel-processors en voor mobiele apparaten. Ook leverde het bedrijf de grafische chips van Microsofts Xbox (geïntroduceerd in 2001) en is het toeleverancier aan veel grote computerfabrikanten. Behalve voor gaming worden de chips van NVIDIA gebruikt voor artificiele intelligentie.

## Geschiedenis
Het bedrijf is opgericht in 1993 door Jen-Hsun Huang, Chris Malachowsky en Curtis Priem, en is gevestigd in Santa Clara, Californië, in de Verenigde Staten. Aanvankelijk had het bedrijf nog geen naam en werd in registers NV gebruikt, als afkorting van "next version". Later werd op basis van deze twee letters een woord gezocht en stuitten ze op het Latijnse "invidia" wat jaloezie betekent. Op 22 januari 1999 kreeg het bedrijf een beursnotering aan de NASDAQ effectenbeurs. Het verkocht toen 3,5 miljoen aandelen tegen een introductieprijs van US$ 12. De eerste handelsdag steeg de koers met 64% en NVIDIA kreeg daarmee een marktwaarde van US$ 626 miljoen.
Op 13 september 2020 kondigde NVIDIA aan dat ze met SoftBank overeenstemming heeft bereikt om ARM over te nemen voor US$ 40 miljard (ongeveer € 33,7 miljard). Op 8 februari 2022 werd door NVIDIA officieel bevestigd dat de overname niet doorgaat.
Begin 2022 werd Bright Computing overgenomen. De Nederlandse softwaremaker voor het beheer van zeer krachtige computersystemen werkt al 10 jaar samen met NVIDIA. De overnamesom is niet bekendgemaakt.
Begin september 2024 heeft het Amerikaanse ministerie van Justitie het bedrijf, net als enkele andere bedrijven, dagvaardingen gestuurd. Het ministerie is op zoek naar bewijs dat de chipmaker de mededingingsregels heeft geschonden. Op dit nieuws reageerde de aandelenkoers direct met een daling van zo'n 10%.
Op 16 april 2025 stelde NVIDIA een miljardenverlies in het vooruitzicht door de handelsoorlog tussen de Verenigde Staten onder Donald Trump en de Volksrepubliek China. NVIDIA had de H20-chip speciaal ontwikkeld als antwoord op eerdere exportrestricties naar China, maar Trump legde deze dag nieuwe restricties op de verkoop van die chip aan China op. De afzetmarkt voor deze chip is hierdoor weggevaagd en NVIDIA zal - bij ongewijzigd regeringsbeleid - een bijzondere last nemen van US$ 5,5 miljard. De koers van het aandeel daalde met 7% die dag. Op 14 juli 2025 werden de exportrestricties op de H20-chips teruggedraaid, waarna de koers van het aandeel omhoog schoot. Ondanks dit besluit bleven exportlicenties uit. Begin augustus 2025 werd bekend dat NVIDIA akkoord is gegaan om 15% van de omzet uit de verkoop van geavanceerde computerchips aan China aan de Amerikaanse overheid af te dragen, een hoogst ongebruikelijk besluit. Korte tijd later hebben Chinese autoriteiten binnenlandse bedrijven opgedragen om het gebruik van H20-chips te vermijden, vooral in projecten die verband houden met de overheid of nationale veiligheid.
Op 9 juli 2025 was NVIDIA de eerste beursgenoteerde onderneming met een beurswaarde van meer dan US$ 4000 miljard.

## Activiteiten
NVIDIA heeft een speciale GPGPU-technologie ontwikkeld, genaamd Compute Unified Device Architecture (CUDA), die softwareontwikkelaars in staat stelt om in de programmeertaal C geschreven algoritmes uit te voeren op de GPU. Concurrenten van NVIDIA zijn onder andere AMD en Intel. Dell Technologies is een belangrijke afnemer.
Er zijn vier bedrijfsonderdelen: Data Center, Gaming, Professional Visualization en Automotive. Data Center is de snelst groeiende activiteit en dit onderdeel levert halfgeleiders bestemd voor kunstmatige intelligentie (AI).
Op jaarbasis geeft het bedrijf een kwart van de omzet uit aan de verbetering van bestaande en ontwikkeling van nieuwe producten. In het boekjaar tot eind januari 2025 telde het bedrijf 36.000 medewerkers, waarvan er 27.100 actief waren op het gebied van onderzoek en ontwikkeling; de rest hield zich bezig met de verkoop, productie en administratie.

### Producten en diensten
Bekende producten zijn:
- GeForce GTX: grafische kaarten voor desktopsystemen, in alle prijsniveaus.
- GeForce RTX: grafische kaarten voor desktopsystemen, met raytracing, in hogere prijsniveaus.
- GeForce Go: grafische kaarten voor mobiele systemen, zoals laptops.
- Tegra: system-on-a-chip voor smartphones, computers, en spelcomputers.
- Quadro: grafische en wetenschappelijke chips bedoeld voor high-end workstations.
- Riva TNT: grafische chip met ondersteuning voor DirectX 6 en OpenGL 1, deze maakte van NVIDIA een marktleider.
- nForce: chipsets voor AMD- en Intel-processors.
- GeForce Now, cloud gaming-dienst die van start ging in februari 2020
- H100 GPU, een chip van 814 mm² die bestaat uit 80 miljard transistors

### Resultaten
NVIDIA heeft een gebroken boekjaar dat stopt op de laatste zondag in januari. Het jaar 2025 heeft betrekking op de periode van eind januari 2024 tot eind januari 2025. De verkopen van het bedrijfsonderdeel Data Center zijn de afgelopen vijf jaren spectaculair gegroeid. In FY2020 was de totale omzet US$ 10,9 miljard, waarvan het aandeel van Data Center US$ 3,0 miljard was. In FY2025 was het omzetaandeel van Data Center gestegen naar US$ 115 miljard, oftewel bijna 90% van het totaal.
| Jaar | Omzet           | Netto- resultaat | Werknemers |
| Jaar | (× US$ miljoen) | (× US$ miljoen)  | Werknemers |
| ---- | --------------- | ---------------- | ---------- |
| 2005 | 2010            | 89               | 2101       |
| 2006 | 2376            | 301              | 2737       |
| 2007 | 3069            | 449              | 4083       |
| 2008 | 4098            | 798              | 4985       |
| 2009 | 3425            | −30              | 3772       |
| 2010 | 3326            | −68              | 5706       |
| 2011 | 3543            | 253              | 6029       |
| 2012 | 3998            | 581              | 5042       |
| 2013 | 4280            | 563              | 7974       |
| 2014 | 4130            | 440              | 6384       |
| 2015 | 4682            | 631              | 6384       |
| 2016 | 5010            | 614              | 9227       |
| 2017 | 6910            | 1666             | 10.299     |
| 2018 | 9714            | 3047             | 11.528     |
| 2019 | 11.716          | 4141             | 13.277     |
| 2020 | 10.918          | 2796             | 13.775     |
| 2021 | 16.675          | 4332             | 18.975     |
| 2022 | 26.914          | 9752             | 22.473     |
| 2023 | 26.974          | 4368             | 26.196     |
| 2024 | 60.922          | 29.760           | 29.600     |
| 2025 | 130.497         | 72.880           | 36.000     |

## Galerij

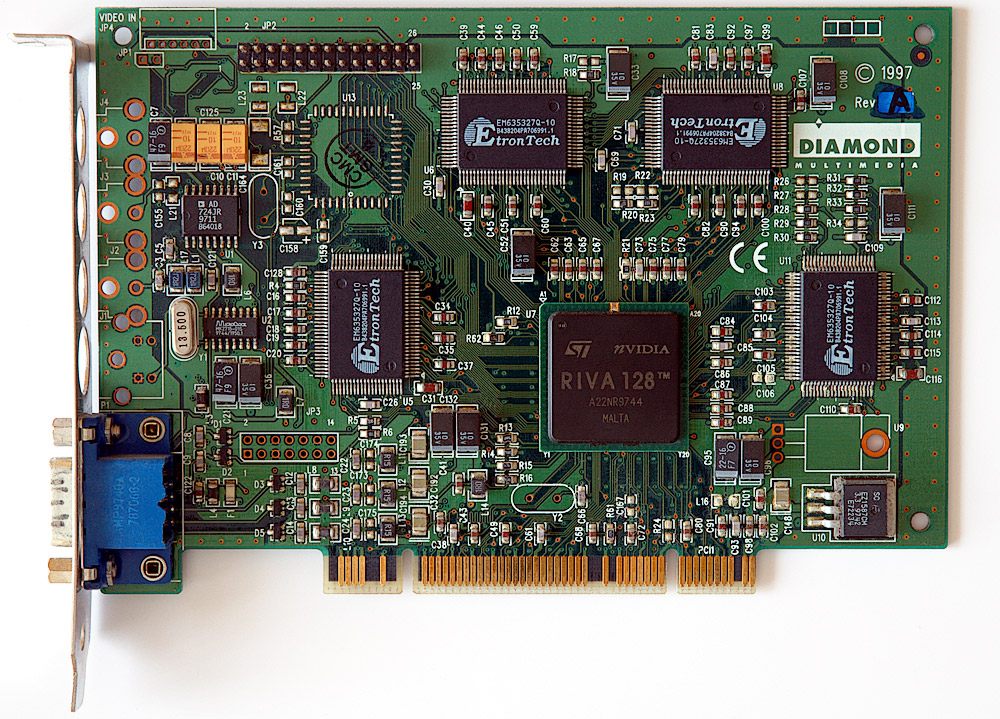
Videokaart met NVIDIA 128-chip die de doorbraak van NVIDIA betekende
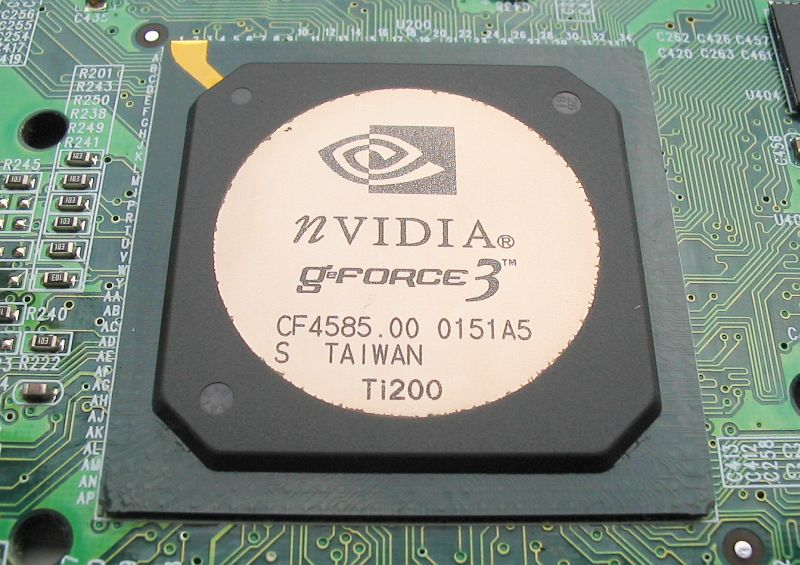
GPU van de GeForce 3